# Hieracium crebridens
Hieracium crebridens es una especie de planta con flor del género Hieracium, de la familia Asteraceae, orden Asterales.

## Distribución
Hieracium crebridens se distribuye por Inglaterra y Noruega.

## Taxonomía
Fue descrita científicamente por Dahlst. ex F. N. Williams. Fue publicada en Prodr. Fl. Brit. 1: 144 (1902).